# 咒怨
《咒怨》（日语：呪怨）是2002年由清水崇編劇並執導的日本超自然恐怖片。這是《咒怨》系列的第三部作品，也是首部在院线上映的（前兩部是直接發行錄影帶的作品）。主演包括奥菜恵、伊東美咲、松山鷹志和市川由衣。
《咒怨》於2002年10月18日在由狮门影视主辦的Screamfest電影節首映。該片獲得了影評人的好評，不過一開始與另一部日本恐怖片《午夜凶鈴》相比显得不利。隨後的評價變得更加積極，《咒怨》和《午夜凶鈴》被認為是有史以來最偉大的日本恐怖片之二。這部電影催生了一個系列、美國翻拍版及其2006年和2009年的續集、2020年翻拍版的旁篇電影，以及一部於2020年首播的前傳電視劇《咒怨之始》。

## 劇情
在主要情節發生的數年前，佐伯剛雄發現妻子伽椰子愛上了另一個男人後，殺害了她，還殺死了家中的貓マー和兒子俊雄。這些謀殺案產生了一個詛咒，使全家人復活為怨靈，伽椰子的鬼魂殺死了剛雄。任何進入他們在東京練馬的這所房子的人最終都會被詛咒吞噬，這詛咒還會蔓延到他們死亡的地方，繼續吞噬任何進入那裡的人。
這棟房子的最新主人是德永一家，有上班族勝也、妻子和美以及病母幸枝。和美很快被詛咒吞噬，勝也在情感上受到剛雄的影響後也死去。伽椰子的鬼魂跟隨勝也的妹妹仁美到辦公室，殺死了一名保安，然後到她的公寓，也殺死了她。
社工理佳被上司廣橋派去照顧幸枝。她發現了俊雄，並目睹了幸枝被伽椰子的鬼魂殺死，導致她昏倒。廣橋發現了理佳，並聯繫了警方。偵探中川和五十嵐發現了勝也和和美的屍體在閣樓上，隨後得知了仁美失蹤及她工作場所的保安死亡事件。不久廣橋的屍體被發現，而理佳也被鬼魂困擾。
在研究了這棟房子的歷史和佐伯謀殺案後，中川和五十嵐聯繫了退休偵探遠山，但他害怕重新調查這個案子。遠山去燒掉房子，但聽到了樓上幾個少女的聲音。一個逃走了，其他人則被吞噬。伽椰子隨後出現，追趕遠山，但殺死了中川和五十嵐。遠山最終隱居，死於詛咒，留下了年幼的女兒小泉。
理佳繼續過著平常的日子。她的朋友真理子是個小學老師，去學生俊雄家家訪，因為俊雄從未上過課。理佳急忙去救她，但為時已晚。伽椰子的鬼魂來找她，理佳目睹了伽椰子短暫地變成了她的樣子。她意識到自己注定要重演詛咒和伽椰子的命運。在俊雄從樓梯欄杆上觀望時，剛雄的鬼魂走下樓梯殺死了她。
已是青年的小泉與朋友們來到了這棟房子，但逃走了，而她的朋友們被伽椰子殺死；這便是遠山來到房子時看到的事件，是對未來的預見。兩週後，小泉的另外兩個朋友來看她並送來一些照片。一則新聞報導確認理佳的屍體在佐伯住處被發現，此前她被報告失踪。她們發現小泉因拋棄朋友而感到內疚，並變得越來越偏執，她的母親也受到詛咒的影響。當小泉的朋友們離開時，她們發現她和她死去朋友們在照片中眼睛都被塗黑了。小泉遇到了她死去的父親的幻象，隨後發現她朋友們的鬼魂正在注視她。她被死去的朋友們逼到角落，伽椰子出現並將她拖入詛咒中。
在幾乎荒廢的東京街道上，許多失蹤人口的海報散落在地上。理佳的屍體現在有了與伽椰子相似的長髮，躺在房子的閣樓中，突然醒來時發出死亡的咯咯聲。

## 演員
| 角色            | 演员       |
| --------------- | ---------- |
| 川又/佐伯伽倻子 | 藤貴子     |
| 佐伯俊雄        | 尾關優哉   |
| 佐伯刚雄        | 松山鷹志   |
| 德永仁美        | 伊東美咲   |
| 德永勝也        | 津田寬治   |
| 遠山雄治        | 田中要次   |
| 遠山逸美        | 上原美佐   |
| 幸枝婆婆        | 磯村千花子 |

## 翻拍
2004年，索尼影視娛樂推出了這部電影的美國翻拍版。電影由清水崇執導，主演為莎拉·蜜雪兒·吉蘭和傑森·貝爾（Jason Behr）。電影的主要情節跟隨理佳在房子裡的經歷，但有不同的結局。其續集《鬼謎藏》則有類似的結局，奧布里·戴維斯遇到了與理佳相同的命運。
原版2004年美國電影的旁篇和重啟版於2020年1月3日發行。

## 發行
《咒怨》於2002年10月18日在加利福尼亞洛杉磯的Screamfest恐怖電影節上以《The Grudge》的名字放映。該片還於2003年9月在多倫多國際電影節的午夜瘋狂單元中放映。
台灣方面，首週三天台北票房為新台幣1800萬元、全台票房為新台幣3500萬元，打破台灣影史日片首周賣座紀錄；最終台北票房為新台幣3529萬元。
《咒怨》於2003年11月26日由Solar Films在菲律賓限量上映。該片於2004年7月23日在美國限量上映。
在美國，該片從2004年7月23日到12月9日共收入325,680美元。《咒怨》於11月9日由狮门發行了DVD。光碟收錄山姆·雷米和斯科特·斯皮格爾（Scott Spiegel）的音頻評論，以及與演員和劇組的訪談。
該片的續集《咒怨2》同樣由清水崇執導，於2003年上映。

## 外部連結
- 互联网电影数据库（IMDb）上《咒怨》的资料（英文）
- Box Office Mojo上《咒怨》的資料（英文）
- Metacritic上《咒怨》的資料（英文）
- 爛番茄上《咒怨》的資料（英文）